# Державний стандарт (ГОСТ)
Державний стандарт (ГОСТ) (рос. Государственный стандарт, ГОСТ) — одна з основних категорій стандартів в СРСР.
У 1992 р. прийнятий як міждержавний стандарт в СНД. Приймається Міждержавною радою зі стандартизації, метрології і сертифікації (МГС).
У радянські часи всі ГОСТи були обов'язковими для застосування в тих областях, які визначалися преамбулою самого стандарту.
Багато з українських національних стандартів — ДСТУ на сировину, продукцію, а також на методи виробництва були розроблені на основі радянських ГОСТів. Нові стандарти — ДСТУ, головним чином загального характеру, з одного боку, ставлять галузь в жорсткі рамки — з якої сировини і за якою технологією виготовляти ті або інші продукти, з іншого боку, дозволяють виробникам зберігати свою індивідуальність.
На перехідний період (до ухвалення відповідних технічних регламентів) закон передбачає обов'язкове виконання вимог стандартів у частині, що стосується цілей захисту життя або здоров'я громадян, майна фізичних або юридичних осіб, державного або муніципального майна; охорони довкілля, життя або здоров'я тварин і рослин; запобігання діям, що вводять в оману споживача.
В Україні на виконання Державної програми стандартизації на 2006—2010 роки розроблено Програму перегляду чинних в Україні міждержавних стандартів (ГОСТ), розроблених до 1992 року, та приведення їх у відповідність до Угоди про технічні бар'єри у торгівлі Світової організації торгівлі.
Основними напрямками виконання програми є:
- перевірка міждержавних стандартів на відповідність законодавству, інтересам держави, потребам споживачів, рівню розвитку науки і техніки, вимогам міжнародних та регіональних стандартів, положенням Угоди про технічні бар'єри у торгівлі;
- перегляд міждержавних стандартів з внесенням змін до них, заміну їх на відповідні міжнародні або національні стандарти;
- скасування міждержавних стандартів, які втратили актуальність, не використовуються і не відповідають вимогам чинного законодавства.

Переліки міждержавних стандартів (ГОСТ), розроблених до 1992 року, чинність яких в Україні пропонується припинити, розміщуються на вебпорталі ДП «УкрНДНЦ»[джерело?] та публікуються в щомісячному інформаційному покажчику «Стандарти».[джерело?]
В Україні Міністерство економічного розвитку в грудні 2015 року скасувало 12 776 ГОСТів, які залишаться частково дійсними на перехідний період до 2018 року. Підприємства за бажанням зможуть застосовувати їх добровільно. Реформа системи технічного регулювання передбачає перехід від системи обов'язкових держстандартів до європейської моделі технічного регулювання, заснованої на застосуванні технічних регламентів і добровільному використанні стандартів.